# Imleria
Imleria, svenskt nylatinskt uttal IPA /imˈleːria/) är ett släkte soppar som tillhör familjen Boletaceae. Släktet beskrevs 2014 av Alberto Vizzini för att rymma den enda arten, Brunsopp, som tidigare placerats i släktet Boletus. Beskrivningen grundar sig på morfologiska data från 2008 och molekylärgenetiska analyser från 2013–2014. Ytterligare några arter har tillförts släktet.

## Släktnamnetsetymologi
Släktet är uppkallat efter den belgiske mykologen Louis Imler.

## Arter
- Brunsopp Imleria badia
- Imleria heteroderma
- Imleria obscurebrunnea
- Imleria parva
- Imleria subalpina